# ريبيكا وليامز
ريبيكا وليامز (بالإنجليزية: Rebecca Williams)‏ (و. 1988 – م) هي ممثلة، وممثلة تلفزيونية، من المملكة المتحدة، ولدت في ليفربول.

## وصلات خارجية
- ريبيكا وليامز على موقع IMDb (الإنجليزية)
- ريبيكا وليامز على موقع ألو سيني (الفرنسية)
- ريبيكا وليامز على موقع أول موفي (الإنجليزية)
- ريبيكا وليامز على موقع قاعدة بيانات الفيلم (الإنجليزية)
- ريبيكا وليامز على موقع كينوبويسك (الروسية)